# Thêu viền

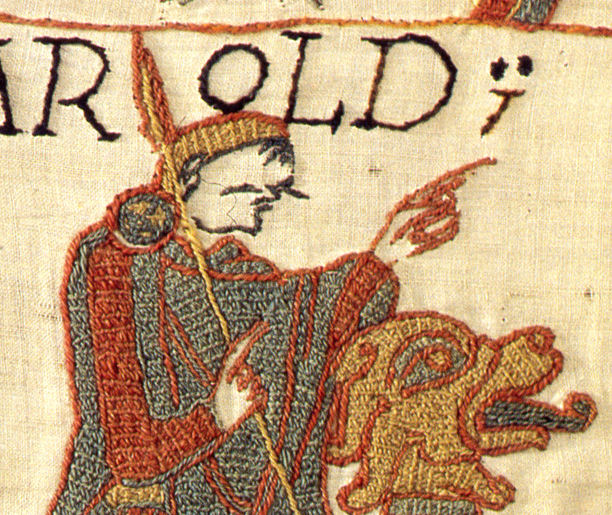
Chi tiết của tấm thảm Bayeux cho thấy chữ và đường nét của chân đường khâu.

Thêu viền hoặc thêu mũi đột thưa và biến thể của nó stem stitch, outline stitch và split stitch là một loại thêu và khâu các mũi khâu trong đó các cá nhân khâu quay lại hướng khâu gốc. Trong thêu, những mũi khâu mẫu đường và thường được dùng để phác thảo hình dạng và thêm chi tiết tốt để một bức tranh thêu. Nó được dùng như một đường khâu tay gắn chặt hai miếng vải với nhau. Nó cũng được dùng để viết.

## Ứng dụng
Cơ bản backsitch được sử dụng để lên đường nét trong thêu chữ thập hiện đại, trong Assisi embroidery  và thỉnh thoảng trong blackwork.
A versatile and easy to work stitch, backstitch is ideal for following both smooth and complicated outlines and as a foundation row for more complex embroidery stitches such as herringbone ladder filling stitch. Although superficially similar to Holbein stitch, commonly used in blackwork embroidery, backstitch differs in the way it is worked, requiring a single journey only to complete a line of stitching.
Stem stitch là một kỹ thuật cổ xưa; tồn tại trên áo choàng thêu với stem stitch bởi người Paracas ở Peru ở thế kỷ 1 TCN. Stem stitch được sử dụng ở Tấm thảm Bayeux, một tấm vải thêu có từ sau 1070s, để viết thư và để phác thảo khu vực với couching or laid-work.
Split stitch trong việc thêu trên lụa là đặc điểm của Opus Anglicanum, một kiểu thêu của thời trung Cổ nước Anh.

## Mô tả về kỹ thuật

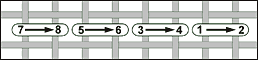
Hướng dẫn khâu back stitch

Backstitch là cách dễ thêu nhất khi làm trên vải thô, nơi  các sợi chỉ có thể được đảm bảo sự đều đặn, và thường được thực hiện từ phải sang trái. Mũi thêu kiểu hai bước lên, một bước quay lại, khâu kín một đường chỉ, được thể hiện trong hình.
Khâu gọn gàng trong một đường thẳng này giống như đường may xích của máy may.
Back stitch cũng có thể được dùng khi khâu tay để gắn hai miếng vải với nhau.

## Các biến thể
Biến thể của backstitch bao gồm:
- Basic backstitch or point de sable.
- Threaded backstitch, khâu lại chỉ
- Pekinese stitch, a looped interlaced backstitch
- Stem stitch, trong đó mỗi mũi thêu thêu chồng lên mũi trước đó sang một bên, tạo thành một đường khâu, với sợi chỉ đi qua dưới kim. Nó thường được sử dụng để phác thảo hình dạng và để thêu hoa [3] và thân cây.
- Whipped stem stitch
- Outline stitch,đôi khi phân biệt với stem stitch, sợi chỉ đi qua bên trên chứ không phải bên dưới kim.
- Split stitch, kim xuyên qua sợi chỉ chứ không quay về một phía.

### Stitch gallery

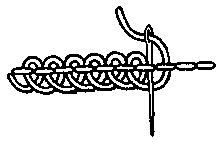
Pekinese stitch
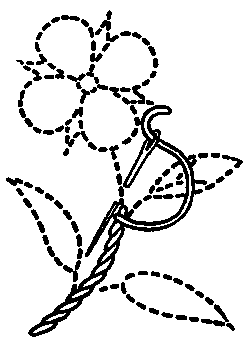
Stem stitch
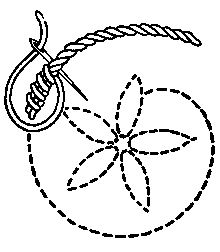
Whipped stem stitch
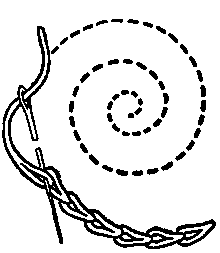
Split stitch

## Có thể xem thêm
- Assisi embroidery
- Blackwork embroidery
- Cross-stitch
- Embroidery stitches